# Лутковский, Евгений Михайлович
Евге́ний Миха́йлович Лутко́вский (24 октября 1922, Витебск — 25 марта 2001, Санкт-Петербург) — советский и российский тренер по лёгкой атлетике, профессор Университета имени Лесгафта. В течение тренерской работы в 1951—2000 годах подготовил ряд титулованных спортсменов, был личным тренером В. Войкина, Е. Кораблёвой, А. Поповой, Ю. Никулина, И. Захарова, О. Колодия и др. Заслуженный тренер СССР (1961). Доктор педагогических наук (1996). Участник Великой Отечественной войны.

## Биография
Родился 24 октября 1922 года в Витебске.
Занимался лёгкой атлетикой в Ленинграде под руководством заслуженного мастера спорта и заслуженного тренера СССР Виктора Ильича Алексеева. На соревнованиях представлял добровольные спортивные общества «Зенит» и «Труд». Становился призёром всесоюзных юношеских первенств, выигрывал первенство Ленинграда.
Во время Великой Отечественной войны находился на фронте, старшина, связист, разведчик морской пехоты. Участвовал в обороне Киева, Одессы, в освобождении Новороссийска, Севастополя, Румынии, Болгарии. В боях был контужен. Награждён орденом Отечественной войны II степени (1985), медалями «За боевые заслуги» (1944), «За оборону Кавказа», «За оборону Севастополя» (1945), «За победу над Германией в Великой Отечественной войне 1941—1945 гг.» (1946).
Почётный моряк Черноморского флота. Почётный гражданин Варны.
После войны в 1950 году окончил Государственный дважды орденоносный институт физической культуры имени П. Ф. Лесгафта, а в 1954 году — аспирантуру при нём. Затем вплоть до 2000 года работал в институте преподавателем на кафедре лёгкой атлетики. Кандидат педагогических наук (1957). Доцент (1965). Профессор (1977). Автор более 200 научных работ и методических пособий, соавтор многократно переиздававшегося учебника «Лёгкая атлетика». Доктор педагогических наук (1996).
Одновременно с преподавательской деятельностью проявил себя на тренерском поприще, возглавлял юношескую сборную Ленинграда по лёгкой атлетике (1951—1965), старший тренер юношеской и взрослой сборных СССР по метаниям (1965—1976), член тренерского совета Санкт-Петербурга (до 2000 года). Воспитал более 60 мастеров спорта и мастеров спорта международного класса, в частности среди его подопечных такие известные легкоатлеты как Валерий Войкин, Елена Кораблёва, Антонина Попова, Юрий Никулин, Игорь Захаров, Олег Колодий. В 1961 году удостоен почётного звания «Заслуженный тренер СССР».
Участвовал в соревнованиях по лёгкой атлетике в качестве судьи — судья республиканской категории.
Почётный член Балтийской педагогической академии (1994). Заслуженный работник физической культуры Российской Федерации (1996).
Умер 25 марта 2001 года в Санкт-Петербурге в возрасте 78 лет. Похоронен на Серафимовском кладбище.